# Tor Endresen
Tor Lars Oskar Endresen (Bergen, 15 giugno 1959) è un cantante norvegese.
Ha rappresentato la Norvegia all'Eurovision Song Contest 1997 con il brano San Francisco.

## Biografia
La carriera musicale di Tor Endersen è iniziata negli anni '80, quando si è esibito con vari gruppi schlager della regione del Vestlandet. È divenuto noto negli anni '90 grazie al programma musicale Lollipop, che ha creato insieme a Rune Larsen, andato in onda su NRK. I dischi con la musica della serie hanno venduto più di 300 000 copie.
Nel 1991 è uscito il suo primo album da solista, Solo, che ha raggiunto la 7ª posizione nella classifica norvegese. L'anno successivo è uscito Tor Endersen II, che è arrivato al 13º posto, seguito nel 1996 da Sanger, che si è fermato al 40º posto. L'ultimo suo ingresso in classifica è stato con la raccolta del 1997 De aller beste, che ha debuttato alla 32ª posizione.
A partire dal 1987 Tor Endresen ha partecipato dodici volte al Melodi Grand Prix, il programma di selezione del rappresentante norvegese all'Eurovision Song Contest. Nel 1997 è stato scelto come vincitore, e ha potuto cantare per il suo paese alla finale eurovisiva a Dublino con il suo inedito San Francisco. È però arrivato all'ultimo posto congiunto con il Portogallo, e non è riuscito ad ottenere neanche un punto.

## Discografia

### Album in studio
- 1986 – Call Me Stranger (con Pål Thowsen e Ole Edvard Antonsen)
- 1989 – Life Goes On (con Pål Thowsen)
- 1989 – Lollipop (con Rune Larsen)
- 1990 – Lollipop 2 (con Rune Larsen e The Lollipops)
- 1991 – Solo
- 1991 – Lollipop Jukebox (con Rune Larsen, Carola Häggkvist, Karoline Krüger e The Lollipops)
- 1992 – Tor Endersen II
- 1996 – Sanger
- 1998 – Nære ting (con Rune Larsen)
- 2000 – Blue
- 2001 – Julen i våre hjerter (con Anne-Sophie Endresen)
- 2005 – Now and Forever
- 2011 – Min jul med venner og familie
- 2013 – Jumping for Joy (con la Stabsmusikkens Storband)

### Colonne sonore
- 1999 – Tarzan - Norsk original filmmusikk

### Raccolte
- 1993 – Collection (con Pål Thowsen)
- 1995 – Det beste fra Lollipop (con Rune Larsen, Helge Nilsen, Karoline Krüger, Mostly Robinson, Stein Hauge e The Lollipops)
- 1997 – De aller beste
- 2005 – Det beste fra Tor Endresen
- 2009 – 50 beste fra Lollipop (con Rune Larsen, Carola Häggkvist e Karoline Krüger)
- 2012 – Nydelige år - 40 beste

### Singoli
- 1987 – Hemmelig drøm (feat. Pål Thowsen)
- 1988 – Lengt (con Iselin Alme)
- 1989 – Til det gryr av dag
- 1989 – All the Things (con Pål Thowsen)
- 1990 – Café le swing
- 1992 – Radio Luxembourg
- 1993 – Hva
- 1994 – Aladdin
- 1996 – Fri
- 1997 – San Francisco
- 1997 – Ingen er så nydelig som du
- 1997 – Nære ting (con Rune Larsen)
- 1999 – Lover
- 2000 – Cecilia (feat. Egil Eldøen & Jørn Hoel)
- 2006 – All Over the World
- 2015 – Dreaming of a New Tomorrow (con Elisabeth Andreassen)
- 2018 – Sommerfugl

## Filmografia

### Televisione
- Allsang på Grensen – serie TV (2007)
- Håp i ei Gryte – serie TV (2015–16)
- Hver gang vi møtes – serie TV (2018)